# Zach Galifianakis
Zachary Knight Galifianakis (Wilkesboro, Carolina del Norte, 1 de octubre de 1969), conocido como Zach Galifianakis, es un actor, actor de voz y comediante estadounidense, célebre por numerosos papeles en películas y apariciones en televisión, incluido su propio programa Comedy Central Presents Special. Inicialmente apenas si fue considerado como un comediante underground, pero en 2009 ganó una considerable popularidad gracias a su actuación en la exitosa comedia The Hangover.

## Biografía
Es hijo de Harry Galifianakis, un comerciante griego que llegó a Estados Unidos junto a su familia a la edad de tres años, y de Mary Frances, empleada de un centro artístico de ascendencia escocesa. Tuvo una polémica aparición en un programa de televisión estadounidense en el cual aprovechó un instante para fumar marihuana en vivo y en directo, lo cual provocó aplausos del público y sorpresa de parte de los entrevistadores.
Comenzó la carrera en comunicación en la Universidad de Carolina del Norte en Chapel Hill pero no la terminó.
Forma parte del reparto principal de la serie Bored to Death como Ray Hueston, un dibujante de cómics y mejor amigo de Jonathan (Jason Schwartzman).
También destaca su serie Entre dos helechos, un programa de entrevistas creado en 2008 en el que presenta a invitados famosos.

## Filmografía
| Cine        | Cine                                            | Cine                     | Cine                                              |
| Año         | Filme                                           | Personaje                | Notas                                             |
| ----------- | ----------------------------------------------- | ------------------------ | ------------------------------------------------- |
| 1999        | Flushed                                         | El Patético              |                                                   |
| 1999        | The King and Me                                 | Repartidor de pizzas     |                                                   |
| 2001        | Heartbreakers                                   | Bill                     |                                                   |
| 2001        | Bubble Boy                                      | Cobrador en la Autopista |                                                   |
| 2001        | Corky Romano                                    | Dexter                   |                                                   |
| 2001        | Out Cold                                        | Luke                     |                                                   |
| 2002        | Below                                           | Weird Wally              |                                                   |
| 2003 - 2005 | Tru Calling                                     | Davis                    |                                                   |
| 2004        | Zach & Avery of Fergus                          | Vagabundo                |                                                   |
| 2006        | Zach Galifianakis: Live at the Purple Onion     | Zach y Seth Galifianakis |                                                   |
| 2007        | Into the Wild                                   | Kevin                    |                                                   |
| 2008        | What Happens in Vegas                           | Dave El Oso              |                                                   |
| 2008        | Visioneers                                      | George                   |                                                   |
| 2009        | Gigantic                                        | Vagabundo                |                                                   |
| 2009        | The Hangover                                    | Alan Garner              |                                                   |
| 2009        | G-Force                                         | Ben                      |                                                   |
| 2009        | Up in the Air                                   | Steve                    |                                                   |
| 2010        | Youth in Revolt                                 | Jerry                    |                                                   |
| 2010        | Dinner for Schmucks                             | Therman                  |                                                   |
| 2010        | Operation Endgame                               | El ermitaño              |                                                   |
| 2010        | Due Date                                        | Ethan Tremblay           |                                                   |
| 2010        | It's Kind of a Funny Story                      | Bobby                    |                                                   |
| 2011        | The Hangover Part II                            | Alan Garner              |                                                   |
| 2011        | El Gato con Botas                               | Humpty Alexander Dumpty  | Voz                                               |
| 2012        | The Campaign                                    | Marty Huggins            |                                                   |
| 2013        | The Hangover Part III                           | Alan Garner              |                                                   |
| 2013        | Are you Here                                    | Ben Baker                |                                                   |
| 2014        | Birdman or (The Unexpected Virtue of Ignorance) | Brandon Vander Hey       |                                                   |
| 2015        | Masterminds                                     | Dave Ghantt              |                                                   |
| 2016        | Baskets                                         | Chip Baskets             | Serie de televisión. Actor y productor ejecutivo. |
| 2016        | Espiando a los Vecinos                          | Jeff Gaffney             |                                                   |
| 2017        | The Lego Batman Movie                           | The Joker                | Voz                                               |
| 2018        | A Wrinkle in Time                               | The Happy Med            |                                                   |
| 2019        | Missing Link                                    | Mr. Link                 | Voz                                               |
| 2021        | Ron's Gone Wrong                                | Ron                      |                                                   |
| 2023        | La fiebre de los peluches Beanie                | Ty Warner                |                                                   |

| Televisión   | Televisión                               | Televisión                            | Televisión                                                           |
| Año          | Filme                                    | Personaje                             | Notas                                                                |
| ------------ | ---------------------------------------- | ------------------------------------- | -------------------------------------------------------------------- |
| 1996–1997    | Boston Common                            | Bobby                                 | 5 episodios                                                          |
| 1997         | Apartment 2F                             | Zach                                  | 5 episodios                                                          |
| 2002         | Late World with Zach                     | Él mismo (anfitrión)                  | 36 episodios                                                         |
| 2002         | Next!                                    | Varios personajes                     | Piloto, también escritor                                             |
| 2003–2005    | Tru Calling                              | Davis                                 | 27 episodios                                                         |
| 2005–2007    | Reno 911!                                | Frisbee                               | 4 episodios                                                          |
| 2006         | Dog Bites Man                            | Alan Finger                           | 9 episodios; también escritor y productor                            |
| 2006         | Tom Goes to the Mayor                    | Dr. Vickerson                         | 2 episodios                                                          |
| 2006         | Wonder Showzen                           | Uncle Daddy (voz)                     | Episodio: "Horse Apples"                                             |
| 2007         | The Sarah Silverman Program              | Fred Blorth                           | Episodio: "Humanitarian of the Year"                                 |
| 2007–2010    | Tim and Eric Awesome Show, Great Job!    | Tairy Greene / Varios personajes      | 7 episodios                                                          |
| 2008–present | Between Two Ferns with Zach Galifianakis | Él mismo (anfitrión)                  | 22 episodios                                                         |
| 2009–2010    | American Dad!                            | Heavyset man / Norman / Juror (voces) | 2 episodios                                                          |
| 2009–2011    | Bored to Death                           | Ray Hueston                           | 24 episodios                                                         |
| 2010         | Funny or Die Presents                    | Cast (Just 3 Boyz)                    | Episodio #1.10                                                       |
| 2010–2013    | Saturday Night Live                      | Él mismo (anfitrión)                  | 3 episodios                                                          |
| 2012–present | Bob's Burgers                            | Chet / Felix (voices)                 | 11 episodios                                                         |
| 2012–2016    | Comedy Bang! Bang!                       | Él mismo / Santa Claus                | 5 episodios                                                          |
| 2013         | Kroll Show                               | Varios personajes                     | Episodio: "The Greatest Hits of It"                                  |
| 2013         | The Chris Gethard Show                   | Él mismo                              | Episode: "Who Wants a Haircut"                                       |
| 2013–2014    | Tim and Eric's Bedtime Stories           | Zach                                  | 2 episodios                                                          |
| 2013–2014    | Brody Stevens: Enjoy It!                 | Él mismo                              | 12 episodios                                                         |
| 2013         | Arcade Fire in Here Comes The Night Time | Captain Zach                          | Televisión especial                                                  |
| 2014         | The Simpsons                             | Lucas Bortner (voz)                   | Episodio: "Luca$"                                                    |
| 2014         | TripTank                                 | Jack the Janitor (voz)                | Episodio: "Crossing the Line"                                        |
| 2016–2019    | Baskets                                  | Chip Baskets / Dale Baskets           | 40 episodios; also También cocreador, escritor y productor ejecutivo |
| 2016         | Bajillion Dollar Propertie$              | The Bloodhound                        | Episodio: "Victoria Awakens"                                         |
| 2020         | Big Mouth                                | Gratitoad                             | Temporada 4, 2 Episodios                                             |
| 2024         | Thelma la unicornio                      | Camionero                             |                                                                      |
| 2024         | Only murders in the building             | El mismo / Oliver Putnam              | Temporada 4,                                                         |